# Christoph Rösener
Christoph Rösener (* 27. Mai 1964 in Miltenberg) ist ein deutscher Sprach-/Übersetzungswissenschaftler und Terminologe. Er lehrt als Universitätsprofessor an der Johannes Gutenberg-Universität Mainz am Fachbereich 06 Translations-, Sprach- und Kulturwissenschaft (FTSK) in Germersheim.

## Leben
Christoph Rösener studierte in den Jahren 1987/1988 zunächst Slavistik und Anglistik an der Goethe-Universität Frankfurt. Im Wintersemester 1989/90 wechselte er an die Universität des Saarlandes in den Studiengang Dolmetschen und Übersetzen mit den Sprachen Russisch und Englisch. Nach Abschluss als Diplom-Übersetzer im Jahre 1996 wechselte er erneut, ebenfalls an der Universität des Saarlandes, in den Studiengang Computerlinguistik.
Im Wintersemester 2004/05 erlangte er den wissenschaftlichen Grad „Dr. phil.“ mit seiner Dissertation „Die Stecknadel im Heuhaufen. Natürlichsprachlicher Zugang zu Volltextdatenbanken“ im Fach Sprachwissenschaft bei Johann Haller am Lehrstuhl Maschinelle Übersetzung der Universität des Saarlandes.
Nach mehreren Stationen in der Tätigkeit als wissenschaftlicher Mitarbeiter, u. a. an der Universität des Saarlandes, der Johannes Gutenberg-Universität Mainz sowie dem Institut der Gesellschaft zur Förderung der Angewandten Informationsforschung e.V. (IAI), einer außeruniversitären Forschungseinrichtung der Universität des Saarlandes in Saarbrücken, wurde er schließlich 2011 zum Professor für Fachkommunikation Deutsch im Studiengang Internationale Fachkommunikation (IFK) an der Fachhochschule Flensburg berufen. Im August 2012 übernahm er dort das Amt des Prodekans des Fachbereichs Information & Kommunikation.
Im August 2014 wurde er schließlich auf die Professur „Translationsrelevante Sprachwissenschaft / Translationstechnologie“ der Johannes-Gutenberg-Universität Mainz berufen und arbeitet seit April 2015 am Fachbereich 06 Translations-, Sprach- und Kulturwissenschaft (FTSK) in Germersheim und leitet dort den Arbeitsbereich Allgemeine und Angewandte Sprachwissenschaft sowie Translationstechnologie (ASTT).

## Forschungsschwerpunkte
- kontrastive Linguistik im Bereich der technischen Fachsprachen
- empirische Sprach- und Translationsforschung
- Sprachverarbeitung und Sprachkontrolle
- maschinengestützte und maschinelle Übersetzung
- automatische Terminologieextraktion und Thesauruserstellung
- sprach- und texttechnologische Methoden im E-Learning

## Auszeichnungen
Christoph Rösener wurde im August 2012 zum außerplanmäßigen Professor (Affiliated Professor) der Universität Warschau ernannt.

## Mitgliedschaften
- Bundesverband der Dolmetscher und Übersetzer e.V. (BDÜ)
- Conférence Internationale Permanente D‘Instituts Universitaires de Traducteurs et Interprétes (CIUTI)
- Deutscher Terminologie-Tag e.V. (DTT)
- Deutsches Institut für Terminologie e. V. (DIT)
- Deutsches Institut für Normung e. V. (DIN)
- Gesellschaft für Sprachtechnologie und Computerlinguistik (GSCL)
- Gesellschaft für technische Dokumentation (tekom)
- International Organization for Standardization (ISO)
- Transforum – Koordinierungsausschuss Praxis und Lehre des Dolmetschens und Übersetzens
- Verband Polnischer Germanisten (VPG)

## Veröffentlichungen/Publikationen (Auswahl)
- Morphosyntactic and Semantic Analysis of Text: The MPRO Tagging Procedure. Zusammen mit Heinz-Dieter Maas und Axel Theofilidis. In: Mahlow, Cerstin; Piotrowski, Michael (Hrsg.): State of the art in computational morphology. Workshop on systems and frameworks for computational morphology, SFCM 2009, Zurich, Switzerland, September 4, 2009. proceedings. 1st ed. New York: Springer (Communications in computer and information science, 41), S. 76–87.
- A linguistic intelligent system for technology enhanced learning in vocational training – the ILLU project. In: Cress, Ulrike; Dimitrova, Vania; Specht, Marcus (Eds.): Learning in the Synergy of Multiple Disciplines. 4th European Conference on Technology Enhanced Learning, EC-TEL 2009 Nice, France, September 29 – October 2, 2009 Proceedings. Lecture Notes in Computer Science. Programming and Software Engineering, Vol. 5794, 2009, XVIII, 813p., Springer, Berlin.
- Terminologiekontrolle und Maschinelles Lektorat. Zusammen mit Ursula Reuther. In: Felix Mayer, Detlef Reineke, Klaus-Dirk Schmitz (Hrsg.): Best Practices in der Terminologiearbeit. Akten des DTT-Symposions, Deutscher Terminologie Tag e.V., Heidelberg, 15.–17. April 2010.
- Computational linguistics in the translator’s workflow - combining Authoring Tools and Translation Memory Systems. Proceedings of NAACL HLT 2010. CL&W - Workshop on Computational Linguistics and Writing: Writing Processes and Authoring Aids. Los Angeles, 1st – 6th June 2010.
- Language Technology for Automatic Control in eLearning Tools - Translators and Second Language Training. Zusammen mit Susanne Preuß und Paul Schmidt. In: Proceedings of ASLIB Translating and the Computer Conference 2010, London, 18th & 19th November 2010.
- Linguistisch intelligente Softwaresysteme für die Sprach- und Übersetzerausbildung - Vision und Wirklichkeit? In: Wolfram Baur, Brigitte Eichner, Sylvia Kalina, Felix Mayer (Hrsg.): Übersetzen in die Zukunft - Dolmetscher und Übersetzer: Experten für internationale Fachkommunikation. Tagungsband der 2. Internationalen Fachkonferenz des Bundesverbandes der Dolmetscher und Übersetzer e. V. (BDÜ), Berlin, 28.–30. September 2012.
- Proactive use of eye-tracking in the translational workflow. Zusammen mit Silvia Hansen-Schirra. In: Sambor Grucza, Monika Płużyczka, Justyna Zając (eds.): Translation Studies and Eye-Tracking Analysis. Warschauer Studien zur Germanistik und Angewandten Linguistik, Bd. 7, S. 139–151, Frankfurt/M., Peter Lang 2013.
- Fachsprachliche Informationsvermittlung in der Zukunft - Neue Formen der Technischen Kommunikation. In Zhu, Jianhua, Zhao, Jin, Szurawitzki, Michael (Hrsg.): Germanistik zwischen Tradition und Innovation. Akten des XIII. Kongresses der Internationalen Vereinigung für Germanistik (IVG), Shanghai, 23.-30.8. 2015. Band 2: Angewandte Fachsprachenforschung u. a. Frankfurt/M.: Peter Lang. (= Publikationen der Internationalen Vereinigung für Germanistik 21) 2016.
- Eye tracking and beyond: The dos and don'ts of creating a contemporary usability lab. In: Grucza, Sambor, Hansen-Schirra, Silvia: Eyetracking and Applied Linguistics (Translation and Multilingual Natural Language Processing 2) Berlin: Language Science Press, 2016, S. 143–162.
- Humanübersetzung – ein Auslaufmodell? Der Wandel des Berufsbildes Übersetzen und Dolmetschen vor dem Hintergrund aktuelle Entwicklungen in Forschung und Technologie. In Ahrens, Barbara; Link, Lisa; Schily, Ute Barbara; Wienen, Ursula: Verschmitzt! : Von Terminologie und Terminologen. Festschrift für Klaus-Dirk Schmitz. Berlin: Frank & Timme GmbH, 2018, ISBN 978-3-7329-0460-0, S. 199–222.
- Berufsfelder und Perspektiven für Übersetzer und Dolmetscher: Eine Studie zu Verbleib der Absolventinnen und Absolventen des FTSK Germersheim. Mainzer Beiträge zur Hochschulentwicklung, Bd. 25. Hrsg. Zentrum für Qualitätssicherung und -entwicklung (ZQ), Mainz 2019, ISBN 3-935461-24-0.